# 男嫌い (1964年の映画)
『男嫌い』（おとこぎらい）は、1964年2月1日に東宝が公開した社会風刺のコメディドラマ映画。1963年から日本テレビで放送していた『男嫌い』の映画版で、メインキャストは同じである。川島雄三の助監督を務めていた、木下亮の監督デビュー作品である。
広い屋敷で暮らし、それぞれが結婚への興味はあるものの、自分の理想の男にはめぐり合っていないという理由で独身のままでいる女性4人を描いている。

## キャスト
- 淡路恵子 : 高村郁子[7]
- 越路吹雪 : 高村綾子[7]
- 岸田今日子 : 高村歌子[7]
- 坂本九 : 高村修[7]
- 横山道代 : 高村悦子[7]
- 中尾ミエ : 谷口三津子[7]
- 森雅之 : 井沢雅之[7]
- 神山繁 : ポール岡村[7]
- 青島幸男 : 片山道雄[7]
- 名古屋章 : 神一郎[7]
- 峰健二 : 大木[7]
- 砂塚秀夫 : 中原[7]
- 内田裕也 : 小林[7]
- 千石規子 : 谷口きよ[7]
- 北村和夫 : 芦田金吾[7]
- 楠田薫 : 西原美代[7]
- 一の宮あつ子 : 片山松子[7]
- 浜村純 : 森矢守[7]
- 京塚昌子 : 森矢もと子[7]
- 賀原夏子 : 麹町夫人[7]
- 南美江 :麻布夫人[7]
- 沢村貞子 : 田園調布夫人[7]
- 左卜全 : 和尚[7]
- 佐田豊 : 運転手[7]
- 宇野晃司[7]
- 渋谷英男[7]
- 鈴木加代子[7]
- 佐々蓉子[7]
- 中城基雄 : 男の子[7]
- 坂部紀子 : 女の子[7]
- 津田彰[7]
- 新野悟[7]

## スタッフ
- 監督 ：木下亮
- 脚色 ：井手俊郎、八木柊一郎、伊奈洸
- 原作 : 西島大、伊奈洸
- 制作 : 渡辺美佐、金子正且
- 音楽 ：山本直純
- 編集 : 黒岩義民
- 撮影 ：逢沢譲
- 美術 ： 育野重一
- 助監督 : 西村潔[7]

## 併映作品
- 『恐怖の時間』: 岩内克己監督